# Otto von Burghauß
Otto Ludwig Conrad von Burghauß (* 12. April 1713; † 31. Mai 1795 in Wien) war ein kaiserlich-königlicher Feldmarschallleutnant.

## Familie
Otto von Burghauß war Angehöriger des schlesischen Adelsgeschlechts der Grafen von Burghauß. Seine Eltern waren Graf Carl Heinrich Leopold von Burghauß (* 1679; † 1739), Erbherr auf Stolz, Giersdorf und Wiltsch und Freiin Wilhelmine Charlotte von Wittenhorst (* 1683; † 1738). Er vermählte sich am  8. April 1744 mit Wilhelmine Dorothee von der Marwitz (* 1718; † 1787), der Mätresse des Markgrafen Friedrich III. von Brandenburg-Bayreuth. Da die Ehe kinderlos blieb, erlosch der Mannesstamm der älteren Linie der Grafen von Burghauß mit ihm.

## Laufbahn
Graf Burghauß, durch die Verschwendungen seines Vaters nahezu mittellos, stand am Hof des Markgrafen in der Stellung eines Hauptmannes. Die von Wilhelmine von Preußen arrangierte Ehe mit seiner Cousine mütterlicherseits, zur Entledigung der Rivalin führte zu einer ernsthaften Krise mit ihrem Bruder Friedrich II. von Preußen, da es dem Preußischen Adel nach Dekret verwehrt war ohne Erlaubnis über die Preußischen Grenzen zu heiraten. Damit sollte Preußischer Besitz im Lande gehalten werden. In der Konsequenz schloss Friederich die Gräfin Wilhelmine Dorothee Burghauß am 27. Dezember 1744 vom Erbe (Succession) aus. Dennoch erhielt sie schließlich eine hohe Abfindung aus Bayreuth und so ließen sich die Eheleute nach dienstlich bestimmten Verwendungen ab 1761 in Buda und ab 1773 in Triest, 1780 endgültig in Wien nieder. Schon zuvor führte Graf Burghauß, dem Vater gleich, das Leben eines Lebemanns und Erzverschwenders.
Bereits am 1. Mai 1747 diente Graf Burghauß als Generalfeldwachtmeister in der kaiserlichen Armee und avancierte am 22. Juni 1757 mit Rang vom 18. Januar 1756 zum Feldmarschalleutnant. Weiterhin war er auch Kommandant von Raab und kaiserlich-königlicher Wirklicher Geheimer Rat.